# 大學入學指定科目考試
大學入學指定科目考試，簡稱指考，為台灣大學多元入學方案中三大入学考试之一，由大學入學考試中心在每年7月初舉辦，自2002年聯考廢除後開始實施至2021年，考試科目共10科。
指考在111學年度（2022年）起改制為大學入學分科測驗，考試科目由10科減為7科。

## 簡介

### 設立背景

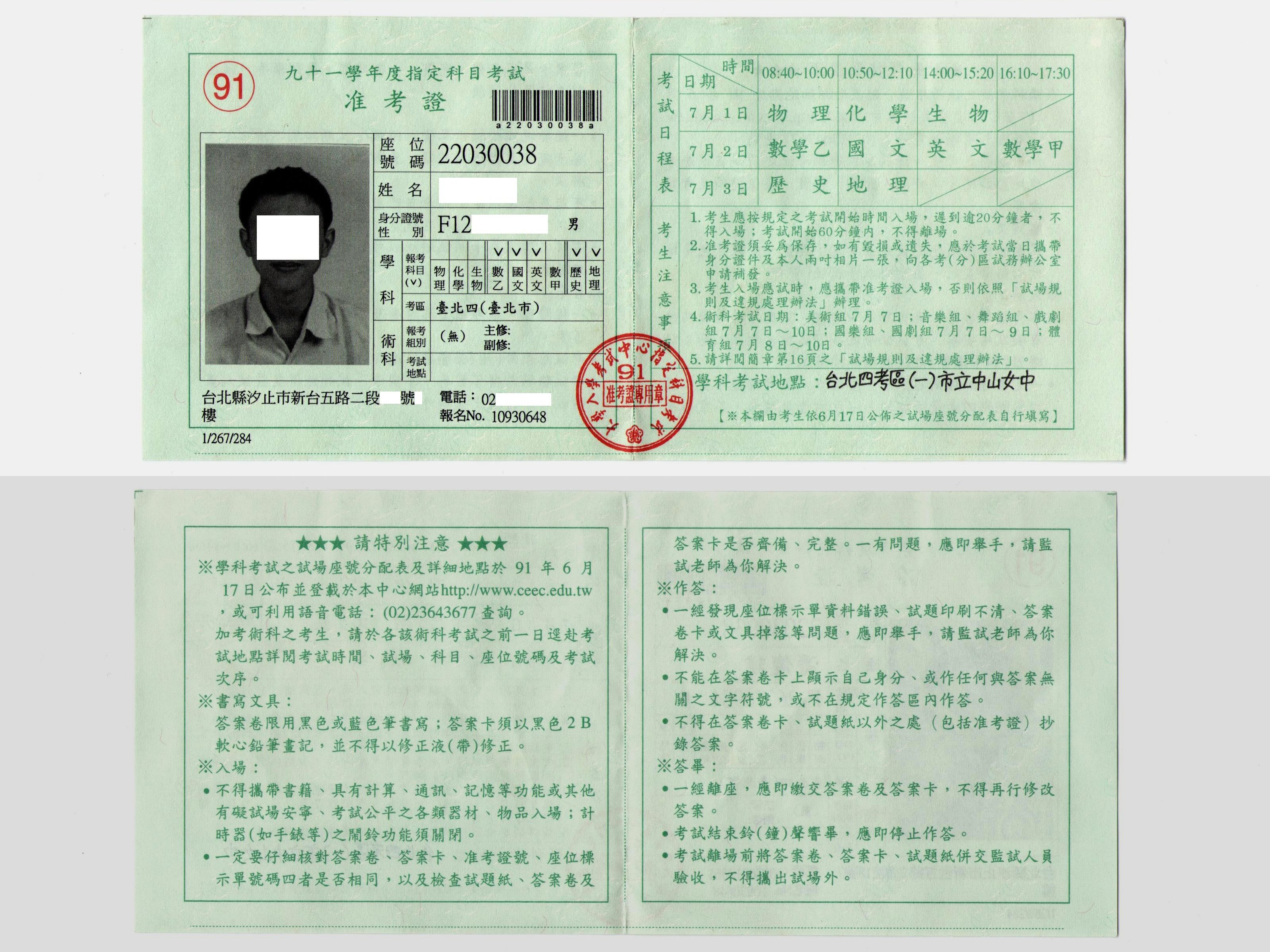
2002年指定科目考試准考證

2002年（民國91年），中華民國教育部為減輕學生的壓力，以及大學聯考造成教學不正常，因此廢除聯考、改用大學多元入學方案，指定科目考試即為其中一環，給考生進入大學的另一管道。另一個主要管道為學測的申請入學。

### 測驗目標
指定科目考試為了因應大學選才和高中教育需求，測驗考生各領域學科所應具備的相關知識能力，而擬定了以下測驗目標：
1. 測驗考生對重要學科知識的了解。
2. 測驗考生閱讀資料、判斷資料、推理、分析等能力。
3. 測驗考生表達的能力。
4. 測驗考生應用學科知識的能力。

### 參與人數[4]
- 2002年：113,283人
- 2003年：125,670人
- 2004年：117,788人
- 2005年：116,628人
- 2006年：109,889人
- 2007年：100,117人
- 2008年：93,681人
- 2009年：87,358人
- 2010年：84,007人
- 2011年：82,271人
- 2012年：75,934人
- 2013年：66,068人
- 2014年：62,109人
- 2015年：57,237人
- 2016年：50,871人
- 2017年：47,334人
- 2018年：50,742人
- 2019年：49,955人
- 2020年：43,753人
- 2021年：40,918人

## 測驗科目
有國文、英文、數學甲、數學乙、歷史、地理、公民與社會、物理、化學、生物，共10科。不同於舊時聯考，考生可依各自的狀況或專長選擇部分或全科考試。

### 命題
因高中生所用之教材為「一綱多本」（即有統一的綱要，由教育部訂出應學習的重點，課文細節由各出版社自編），因此命題的拿捏相當重要（詳見命題爭議）。其中題目必須要有充分的資訊（但是不會直接敘述，還是需要一定的基礎知識才能理解）。而專有名詞、符號則會加以註解或說明，以防各版本之不同。
命題老師主要是由各高中老師或在大學一年級有開相關基礎課程的教授、老師組成，並在入闈前先行命題，入闈後經過一連串的選題、修題和更正後，再加以排版列印。但有人批評此方法太過急迫（詳見命題爭議），因此在95學年度起開始設立題庫（先設立部份，以後將會設立全部考科的題庫），由命題老師們出題後，統一存檔，要考試時再從中選取。

### 題型與計分
指定科目考試的題型可分為選擇題及非選擇題兩大部份（除了92學年度因SARS事件取消部分科目之非選擇題，併入選擇題）。選擇題部分，不管單選題或多選題，答錯皆會倒扣，而在民國100年以後所有單選題一律不倒扣，多選題一律倒扣至該題題分為0為止，不會影響其他題目的得分；其餘不作答則不倒扣，也不計分。非選擇題因採取人工評閱，答錯不倒扣。各計分或扣分標準，則標示於試題本上。此外，為便於各校系加權計分，每一考科的滿分皆為100分。

#### 國文科
民國106年以前選擇題有單選題、多選題兩部分，非選擇題有簡答、作文兩部分。自民國107年起，改成全部選擇題，有單選題、多選題兩部分。

#### 英文科
選擇題有詞彙、綜合測驗、文意選填、篇章結構、閱讀測驗五部分，非選擇題有翻譯和作文兩部分。

#### 數學甲科、數學乙科
選擇題有單選題、多選題、選填題三部分，及非選擇題（計算題）。

#### 物理科、化學科、歷史科
選擇題有單選題、多選題兩部分，及非選擇題數題。

#### 生物科
選擇題有單選題、多選題、閱讀題三部分，及非選擇題數題。

#### 地理科
選擇題只有單選題（題組），及非選擇題數題。

#### 公民與社會科
選擇題有單選題、多選題兩部分。

### 99課綱範圍（102年起適用，111年起停用）
| 考科                   | 範圍                                                                                      |
| ---------------------- | ----------------------------------------------------------------------------------------- |
| 國文（見備註1）101課綱 | 高一必修科目國文、高二必修科目國文、高三必修科目國文                                      |
| 英文 99課綱            | 高一必修科目英文、高二必修科目英文、高三必修科目英文                                      |
| 數學甲 99課綱微調      | 高一必修科目數學、高二必修科目數學B、高三選修科目數學甲I、高三選修科目數學甲II            |
| 數學乙 99課綱微調      | 高一必修科目數學、高二必修科目數學A、高三選修科目數學乙I、 高三選修科目數學乙II           |
| 歷史（見備註1）101課綱 | 高一必修科目歷史、高二必修科目歷史、高三選修科目歷史                                      |
| 地理 99課綱            | 高一必修科目地理、高二必修科目地理、高三選修科目地理                                      |
| 公民與社會 99課綱      | 高一必修科目公民與社會、高二必修科目公民與社會、 高三選修科目公民與社會                   |
| 物理 99課綱微調        | 必修科目基礎物理（一）、必修科目基礎物理（二）B、高三選修科目物理                         |
| 化學 99課綱微調        | 必修科目基礎化學（一）、必修科目基礎化學（二）、 必修科目基礎化學（三）、高三選修科目化學 |
| 生物 99課綱微調        | 必修科目基礎生物(一)、必修科目基礎生物(二)(應用生物)、 高三選修科目生物                   |

- 國文、歷史部分依95課綱的內容命題。
- 課程中之英文、數學、物理皆於高二開始分為A版與B版：A版課程為基礎單元課程內容；B版課程則包含基礎與進階單元課程內容。
- 102、103年學測英文聽力作為甄選入學審查參酌資料之一

104年起為學測指考必考科目之一

### 範圍（因應108課綱改制為分科測驗，民國111年起停用）
基本上為高級中學三年級各科所有必修與部分選修課程，係以教育部八十四年十月所發布之「高級中學課程標準」為依據。然而出題範圍不限於此，但是必須和此範圍相關，或得由此範圍的知識引申、推理而來。2009年新增公民與社會考科。各科範圍如下：
- 國文：高一、高二、高三國文，共6冊。
- 英文：高一、高二、高三英文，共6冊。
- 數學甲：高一、高二數學、高三選修數學甲(I)、高三選修數學甲(II)，共6冊。
- 數學乙：高一、高二數學、高三選修數學乙(I)、高三選修數學乙(II)，共6冊。
- 歷史：高一、高二歷史、高三選修歷史，共6冊。
- 地理：高一、高二地理、高三選修應用地理，共6冊。
- 公民與社會：高一、高二公民與社會、高三選修公民與社會，共6冊。
- 物理：高一基礎物理、高二物理、高三選修物理(上)(下)，共5冊。
- 化學：高一基礎化學、高二化學、高三選修化學(上)(下)，共5冊。
- 生物：高一基礎生物、高二生物、高三選修生物(上)(下)，共5冊。

### 考試時間
各科皆為80分鐘（特殊考生另有規定），但考生必須遵守下列規定：
1. 每節（科）考試前10分鐘打預備鈴（第一聲鈴響），通知相關人員作準備，但是考生還不得入場。(100年指定考科開始，規定可以入場。)
2. 考試開始鈴響（第二聲鈴響），考生即可進入試場作答；考試結束鈴響（第三聲鈴響），考生應立即停止作答。
3. 考試開始後20分鐘後不得入場；考試開始後60分鐘內不得出場（除非生病或其他重大理由）。

通常考試都分成3天舉行（一般都在7月1日、7月2日、7月3日），除非有重大天然災害或重大事故，由大學入學考試中心宣布停止，再擇期補考。
- 考試日程表：

| 日期   | 第1節 （08:40~10:00） | 第2節 （10:50~12:10） | 第3節 （14:00~15:20） | 第4節 （16:10~17:30） |
| ------ | --------------------- | --------------------- | --------------------- | --------------------- |
| 7月1日 | 物理                  | 化學                  | 生物                  | --                    |
| 7月2日 | 數學乙                | 國文                  | 英文                  | 數學甲                |
| 7月3日 | 歷史                  | 地理                  | 公民與社會            | --                    |

| 日期   | 第1節 （08:40~10:00） | 第2節 （10:50~12:10） | 第3節 （14:00~15:20） | 第4節 （16:10~17:30） |
| ------ | --------------------- | --------------------- | --------------------- | --------------------- |
| 7月3日 | 物理                  | 化學                  | 生物                  | --                    |
| 7月4日 | 數學乙                | 國文                  | 英文                  | 數學甲                |
| 7月5日 | 歷史                  | 地理                  | 公民與社會            | --                    |

| 日期    | 第1節 （08:40~10:00） | 第2節 （10:50~12:10） | 第3節 （14:00~15:20） | 第4節 （16:10~17:30） |
| ------- | --------------------- | --------------------- | --------------------- | --------------------- |
| 7月28日 | 物理                  | 化學                  | 生物                  | --                    |
| 7月29日 | 數學乙                | 國文                  | 英文                  | 數學甲                |
| 7月30日 | 歷史                  | 地理                  | 公民與社會            | --                    |

- 2022年起改為分科測驗，考試時間預計延後至7月上中旬[10]。除了刪除英文科、國文科和數學乙之外，考試時程也將會縮短為2天。
- 大考中心公布分科測驗兩天考科，第一天：物理、化學、生物、數甲；第二天：歷史、地理、公民與社會。

### 閱卷方式
各考科的選擇題部分，皆作答於答案卡上，並由電腦讀卡，故需要用黑色2B軟心鉛筆作答，以橡皮擦塗改，不可用修正帶或修正液。非選擇題部分則作答於答案卷上，在95學年度前，採取傳統的人工閱卷，先由閱卷老師批閱，並在卷上填寫分數，之後再由專人把分數輸入電腦中，答案卷則在存檔數年後銷毀。但從95學年度起，分科逐年改由電腦高解析掃描存檔，再由閱卷老師看著螢幕直接批改，直接輸入分數。111學年度起，分科測驗將引入混合題型及新式答題卷。除了可以節省人力之外，批閱的速度也加快許多，而且可以無限期的存檔，以供研究之用。但是因此也添加許多限制，如要用0.5到0.7mm之黑色原子筆、鋼筆、中性筆等書寫（早期可以用毛筆）。閱卷老師則是由該科大學教師、教授組成。

## 考試用途
不同於之前的傳統聯考考招合一，指定科目考試採取「考招分離」，考試和招生負責的單位不同。由大學各科系自行決定採計科目，並可參酌加權1倍、1.25倍、1.5倍、1.75倍或2倍。所以必須先考完指定科目考試後，參閱各大學科系所要求之條件（有的會要求術科或是學測成績為門檻），考慮加權後，排選志願，上網登錄後，再進行分發作業。
自104學年度，中華民國教育部為減輕考生壓力，明訂各大學在考試分發入學中，最多僅能選擇其中五科採計。雖然採計的科目由大學各科系自行決定，但性質相近的科系，採計的科目大致相同，所以有所謂「類組」（其實類組為傳統聯考規定的考試科目，但因大家習以為常，所以就沿用下來）來作為系院的分類，它們分別常採計以下科目：
(第一類組自98年度起加上公民與社會，但非所有科系均採用。「數學甲」是「自然組數學」。「數學乙」是「社會組數學」)
- 第一類組-文科（社會組；文學院為主）：國文、英文、數學乙、歷史、地理。
- 第一類組-法科（社會組；法律學院為主）：國文、英文、數學乙、歷史、公民與社會。
- 第一類組-商科（社會組；商學院為主）：國文、英文、數學乙或國文、英文、數學乙、歷史、地理。
- 第二類組（自然組；理工學院為主）：國文、英文、數學甲、物理、化學。
- 第三類組（自然組；醫學院為主）：英文、數學甲、物理、化學、生物。
- 第三類組（自然組；牙醫學院為主）：英文、數學甲、物理、化學、生物。
- 第四類組（自然組；農學院為主）：國文、英文、數學甲、化學、生物。

「類組」只是傳統學生在選擇考試科目的參考依據而已。此外，自然組學生還常常會跨考社會組的數學乙，或是歷史與地理，以期在選填志願時能有更大的彈性。
另有藝術科系，採計國文、英文、術科或國文、英文、歷史、術科等，視各系而定。

## COVID-19疫情
因COVID-19疫情影響，為避免影響學生上課權益，2020年的考試經大考中心開會決議延後至7月3日至7月5日舉行，成為大學入學指定科目考試延期的首例。
2021年，因考量國際COVID-19疫情持續嚴峻及確保開學前校園環境衛生安全、完備防疫作業與環境清潔消毒，高中以下學校109學年度第2學期開學日，延後4天至2月22日開學，最後上課日延至7月2日；為因應此舉措，大學指定科目考試日程隨之調整，原訂7月1日至3日延後至7月3日至5日辦理，考試範圍不變，後因應行政院宣布三級警戒延期至7月12日，最終延後至7月28日至30日辦理。

## 爭議
除了特種身分學生成績優待（詳見特種身分學生成績優待頁面），及收費問題的爭議外，指定科目考試還有以下爭議存在。

### 多元入學
原本廢除聯考的重要原因就是因為聯考造成了教學的不正常，和學生學習的壓力，但是改舉辦指定科目考試後，眾多學生家長和老師都不認為上述現象有改善，故曾經有立法委員提議要恢復聯考。

### 命題爭議
因為教材採取一綱多本的緣故，有些觀念並非每種版本都有提到，所以必須由專人檢查，但往往還是有漏網之魚。還有部分題目設計不良，未提供足夠數據，或是根本沒答案。此外，還曾有題目會跟補習班的模擬試題相似或是出現閱讀測驗的取材相同。所以每年都有「爭議題」的存在。此時必須提出申訴，由大考中心討論後，再決定要不要送分或是放寬標準答案。不過曾經發生過某幾年所岀題的題目實在太難，就連許多名師和補教業者都十分頭痛，事後考生翻查參考書卻又往往找不到正確答案，得到的都是｢模稜兩可｣的模糊解釋，卻沒有正確答案。

### 考試科目爭議
因為入學分發所採計的科目為大學各科系自訂，所以有學生家長認為，有部分科系「濫用」採計科目，例如「歷史系」卻採計數學乙、物理系（自）卻要採計國文等，所以要求要降低採計科目。教育部表示將會加以研究和限制。
此外，98學年度起將增加「公民與社會」一科，有學者表示時程太快，倉卒上路恐有不妥。但教育部表示，此測驗已經準備許久，並獲得大部分高中、大學校長、相關科目老師的支持，所以並無不妥。

### 疑義回覆爭議
疑義回覆方面，時常一個題目會同時多人寄出疑義，然而大考中心於網站公佈的疑義回覆卻只回答其中之一，此外並無個別回覆。
例如，97年生物科第33題。
大考中心疑義回覆中的疑義內容為：
選項(B)(E)超出88 課綱範圍，且其敘述並無明顯錯誤，建議(B)(E)送分。
疑義回覆也只針對此疑義答覆。
然而，「另有疑義內容」為：
渦蟲等扁形動物，具有由排泄小管（彼此相連成網狀）和焰細胞構成的原腎管，焰細胞具有一簇纖毛，能不斷擺動如火焰，纖毛擺動時，可將飛成稀薄的液體推向排泄小管，再經由體表的排泄孔排出，以維持體內水分平衡，大部分代謝產生的廢物(如NH3)則以擴散作用經由體表或進入消化循環腔由口排出體外。
因此：「動物」為「渦蟲」；具有的「排泄器官」為「原腎管」；「所排含氮廢物」中有「氨」
答案應為(A)(C)(D)(E)
大考中心疑義回覆卻「並未對此說明」
此外，大考中心疑義回覆也未必能針對疑義內容，予以清楚的答覆。
例如，97年生物科第32題。
疑義內容為：
由圖可知：昆蟲H、J、K 均會取食山柑科植物，但其中昆蟲H 不都棲息在潮濕環境。
因此，答案應為選項(E)（沒有(C)）
而大考中心疑義回覆為：
偏好乾燥環境的種類只有3種(EFG)，AH雖然可以棲息在乾燥環境，但牠們更偏好
潮濕環境；物種H 偏好棲息在有遮蔽的環境；物種K 的環境需求較物種J 來得嚴苛，因此
只有選項(C)(E)正確。
然而，此題(C)選項：取食山柑科的昆蟲「都」棲息在潮濕環境；疑義內容：其中昆蟲H「不都」棲息在潮濕環境；疑義回覆：物種H「偏好」棲息在有遮蔽的環境。因為「偏好」並不能代表「都」，此回覆乃有爭議。

### 成績複查程序爭議
長期由大考中心「選手兼裁判」，複查資訊又不透明，複查回覆過於籠統，分數未更動的考生也僅收到大考中心「詳實複查結果並無發現錯誤」的回覆，對於申請複查的題目「為何如此」更無從得知。

## 外部連結
- 大學入學考試中心 （页面存档备份，存于）
- 聯合分發委員會
- 大學招生委員會聯合會 （页面存档备份，存于）